# Santa Maria de la Sala (Foixà)
Santa Maria  és una església parroquial al veïnat de la Sala al terme de Foixà (el Baix Empordà). Forma part de l'Inventari del Patrimoni Arquitectònic de Catalunya.

## Arquitectura
És una església d'una nau amb absis semicircular, capelles laterals i voltes de llunetes amb motlluratges ornamentals. En el fornits hi ha la portada i un finestral superior rectangular i amb llindes monolítiques. A la porta hi ha aquesta inscripció llatina: «HAEC EST DOMVS DEI ET PORTA COELI» (heuaquí la casa de Déu i la porta del cel), i els anys 1742 i 1764. Al costat de la porta, encastada al mur, hi ha una làpida amb text relatiu a la reedificació de l'església. El campanar es dreça sobre l'angle SW de l'edifici. El seu basament és quadrat i el cos superior octagonal; posseeix quatre altes arcades apuntades i un coronament amb balustres, pinacles angulars i remat amb arcs o nervis encreuats. L'edifici és construït amb pedres sense treballar lligades amb morter i grans carreus escairats a les cantonades; la façana i l'interior són arrebossats.

## Història
L'església parroquial de Santa Maria de la Sala és documentada des del darrer terç del segle xiii. Hi apareix la inscripció «Rationes Decimarum Hispaniae, anus 1279 i 1280». L'any 1316 consta que el delme d'aquesta parròquia el posseïen, per meitats, el proper castell de Foixà i el monestir de Santa Maria d'Amer. El text de la làpida citada, de la façana de l'església, informa de la seva reconstrucció en temps del rector Mateu Guàrdia i complementa les dates que figuren a llinda de la porta, abans consignades. És la següent, respectant en el possible les abreviacions: «PRAESENS PARLIS ECLA B. M. DE SALA /DE TEPORE RDI MATHAEI GVARDIA/ RORIS A DE 29 APRILIS PRAESENS 1741 VSQVE AD/ DIE 14 AGVSTI 1764 FVIT TOTALITER REAEDIFICATA EX PIIS ELEEMOSYNIS/STANTIVM ET ALIORVUM 700H.» Al costat de migdia del temple hi ha l'edifici de la rectoria, fet bastir pel mateix rector segons resa la inscripció gravada a la llinda de la porta: «MATTHEVS GVARDIA RECTOR 1752».